# خط زمني للجيولوجيا
فيما يلي تسلسل زمني لعلم الجيولوجيا

## الأعمال المبكرة
- 1025 - نشر أبو ريحان البيروني كتاب «تحقيق ما للهند من مقولة مقبولة في العقل أو مرذولة» الذي يناقش فيه جيولوجيا الهند ويفترض أنها كانت فيما قبل تفع تحت البحر.[1]
- 1027 - نشر ابن سينا كتاب الشفاء، الذي افترض فيه وجود سببين لنشأة الجبال،[2] وأسس قانون التراكب ومفهوم الوتيرة الواحدة.[3]

## القرنين السادس عشر والسابع عشر
قام المستكشفون البرتغاليون والإسبانيون بقياس الشمال المغناطيسي بشكل منهجي لتقدير خط الطول الجغرافي.
- 1556  م – نشر أغريكولا كتاب دي ري ميتاليكا. وكان هذا الكتاب بمثابة نص قياسي للتعدين والمعايرة ال 250 المقبلة.
- 1596  م – توخى أبراهام أورتيليوس، رسام الخرائط الفلمنكية الإسبانية، أولا نظرية الانجراف القاري.[4]
- 1603  م – سك أوليسي ألدروفاندي مصطلح الجيولوجيا.[4][6]
- 1669  م – طرح نيكولاس ستينو نظريته القائلة بأن الطبقات الرسوبية قد ترسبت في البحار السابقة، وأن المستحاثات كانت عضوية في الأصل.

## القرن الثامن عشر
- 1701  م – اقترح إدموند هالي استخدام ملوحة وتبخر البحر المتوسط لتحديد عمر الأرض
- 1743  م – انتج الدكتور كريستوفر باك[الإنجليزية] خريطة جيولوجية لجنوب شرق إنجلترا
- 1746  م – قدم جان إتيان غيتار[الإنجليزية] أول خريطة معدنية لفرنسا إلى الأكاديمية الفرنسية للعلوم.
- 1760  م – اقترح جون ميشل[الإنجليزية] أن الزلازل ناتجة عن احتكاك طبقة من الصخور بأخرى.
- 1776  م – أشار جيمس كير إلى أن بعض الصخور، مثل تلك الموجودة في ممر العمالقة، ربما تكون قد تشكلت عن طريق تبلور الحمم البركانية المنصهرة.
- 1779  م – تصور كومت دي بوفون أن الأرض هي أقدم مما اقترح في الكتاب المقدس بـ6000 سنة
- 1785  م – عرض جيمس هوتون ورقة بعنوان نظرية الأرض - الأرض يجب أن تكون قديمة (بالإنجليزية: Theory of the Earth – earth must be old)
- 1799  م – أنتج ويليام سميث أول خريطة جيولوجية واسعة النطاق، للمنطقة المحيطة بباث

## القرن التاسع عشر
- 1809  م – أجرى ويليام ماكلور أول مسح جيولوجي لشرق الولايات المتحدة
- 1813  م – نشر جورج كوفييه مقالة عن نظرية الأرض (بالإنجليزية: Essay on the Theory of the Earth)، واقترح نظرية الكارثة أساسًا لعمله في دراسة الطبقات الحيوية.
- 1830  م – نشر السير تشارلز لايل كتابا، مبادئ الجيولوجيا، والذي يصف العالم بأنه يبلغ من العمر مئات الملايين من السنين.
- 1837  م – بدأ لويس أغاسيز دراساته حول التجلد والتي أثبتت في النهاية أن الأرض كان لها على الأقل عصر جليدي واحد.
- 1841  م – نشر أغسطس بريثاوبت، كتيب كامل لعلم المعادن (بالألمانية: Vollstandiges Handbuch der Mineralogie)
- 1848  م – نشر جيمس دوايت دانا، دليل علم المعادن (بالإنجليزية: Manual of Mineralogy)
- 1862  م – حاول اللورد كلفن معرفة عمر الأرض من خلال فحص وقت تبريدها ويقدر أن عمر الأرض يتراوح بين 20 و 400 مليون سنة
- 1884  م – مارسيل أليكساندر برتراند، فريش الدسر ونظرية فالق الدسر

## القرن العشرين
- 1903  م – ادعى جورج داروين وجون جولي أن النشاط الإشعاعي مسؤول جزئيا عن حرارة الأرض.
- 1907  م – اقترح برترام بولتوود[الإنجليزية] أن كمية الرصاص في خامات اليورانيوم والثوريوم يمكن أن تستخدم لتحديد عمر الأرض، وتواريخ افتراضية لبعض الصخور التي تتراوح أعمارها بين 410 و2200 مليون سنة.
- 1911  م – استخدم آرثر هولمز النشاط الإشعاعي لتأريخ الصخور حتى 1.6 مليار سنة خلت.
- 1912  م – اقترح ألفريد فيجنر أن جميع القارات كانت ذات يوم تُشكل كتلة أرضية واحدة تسمى بانجيا، ووالتي تفككت عبر الانجراف القاري
- 1912  م – رسم جورج بارو[الإنجليزية] خرائط مناطق التحول (تسلسل باروفيان) في جنوب إسكتلندا.
- 1913  م – قاس ألبرت ميكلسون المد والجزر في الجسم الصلب من الأرض.
- 1915  م – تطور بنتي إسكولا مفهوم الوجوه المتحولة[الإنجليزية]
- 1928  م – نشر نورمان بوين تطور الصخور النارية (بالإنجليزية: The Evolution of the Igneous Rocks)، إحداث ثورة في علم الصخور النارية التجريبية.
- 1935  م – تشارلز ريشتر يخترع مقياس لوغاريتمي لقياس قوة الزلازل ({\displaystyle M_{L}})
- 1941  م – تصنيف النيكل شترونتس[الإنجليزية]، كارل هوغو شترونتس، جداول المعادن (بالألمانية: Mineralogische Tabellen)
- 1948 – 1959 م – أظهرت أبحاث فيليكس أندريس فينينغ ماينز[الإنجليزية] شذوذ الجاذبية، مما يعني أن القشرة تتحرك (جنبا إلى جنب مع يوهانس هيرمان فريدريك أومبغروف[الإنجليزية]|، وبيريند جورج ايشر[الإنجليزية] وفيليب كوينين[الإنجليزية])
- 1951  م – ربط ألفريد ريتمان[الإنجليزية] الاندساس، والبركانية ومنطقة واداتي بينيوف
- 1953  م – اكتشف موريس إيوينغ وبروس هيزن[الإنجليزية] وماري ثارب الصدع العالمي الكبير الذي يمتد على طول حيد وسط المحيط الأطلسي
- 1960  م – اقترح هاري هيس أن قاع البحر الجديد يمكن أن تنشأ في شقوق منتصف المحيط وتدميرها في خنادق أعماق البحار
- 1963  م – فريدريك فين[الإنجليزية] ودراموند ماثيوز يشرحان شرائط الصخور الممغنطة بأقطاب مغناطيسية متناوبة موازية لحيود وسط المحيط نظرا لانتشار قاع البحر والانعكاسات الحقلية المغناطيسية الدورية (فرضية فين–ماثيوز–مورلي[الإنجليزية])
- 1966  م – كيتي آكي[الإنجليزية] يكتشف العزم الزلزالي[الإنجليزية] ({\displaystyle M_{0}})
- 1979  م – عوّض توماس هانكس وهيروو كاناموري مقياس حجم ريختر بـمقياس درجة العزم ({\displaystyle M_{W}})،
- 1980  م – اقترح كل من الفيزيائي لويس ألفاريز، وابنه الجيولوجي والتر ألفاريز، وآخرون أن تأثير كائن كبير خارج كوكب الأرض تسبب في انقراض الديناصورات في نهاية العصر الطباشيري، قبل حوالي 66 مليون سنة.

## القرن الحادي والعشرين
- 2001 - تصنيف نيكل-سترونز، وجداول سترونز المعدنية لكارل سترونز وإرنست نيكيل.